# فریدا برستروم
فریدا برستروم (انگلیسی: Frida Broström؛ زادهٔ ۲ اوت ۱۹۸۲) بازیکن فوتبال اهل سوئد است.